# 徐朝元
徐朝元（1468年—？），字一敬，河南衛輝府汲縣人，民籍，明朝政治人物。

## 生平
河南鄉試第十六名舉人。弘治九年（1496年）中式丙辰科會試第二百二十五名，三甲第三十八名進士。官至萊州知府，正德十二年（1617年）正月考察調用。

## 家族
曾祖徐澤，如水縣學教諭；祖父徐鵬，府學教授；父徐章，縣學訓導。母路氏。具庆下。兄徐拱元（贡士）。